# Le Bignon-Mirabeau
Le Bignon-Mirabeau è un comune francese di 271 abitanti situato nel dipartimento del Loiret, nella regione del Centro-Valle della Loira.

## Società

### Evoluzione demografica
Abitanti censiti